# Collet Barker
Collet Barker  (Hackney, 31 december 1784 – Coorong, 30 april 1831) was een Britse militaire officier en ontdekkingsreiziger. Hij verkende delen van Zuid-Australië, West-Australië en het schiereiland Cobourg in het Noordelijk Territorium.

## Vroege jaren
Collet Barkers vader heette William Barker. De vader van zijn moeder was Samuel Collet. Barker trad in januari 1806 tot het Britse leger toe als vaandrig in het 39e regiment. Hij werd luitenant in 1809 en kapitein in 1825. Barker vocht in de Spaanse Onafhankelijkheidsoorlog en werd daarna in Ierland gelegerd. In 1828 scheepte hij met het 39e regiment in op het gevangenenschip Phoenix, op 18 juli 1828 gooide het schip het anker uit in Sydney.

## Australië

### Noordelijk Territorium
Op 13 september 1828 kam Barker aan in Fort Wellington bij de Raffles-baai met een detachement soldaten en meer gevangenen en volgde er luitenant Sleeman op als commandant van de nederzetting. Hij slaagde erin het moreel van de troepen en de relaties met de Aborigines te verbeteren en handelsrelaties aan te gaan met vissers uit Makassar. Voor hij de verbeterde toestand van de nederzetting aan gouverneur Darling kon berichten kreeg hij echter orders de nederzetting te ontbinden. Barker werd aangeduid als de nieuwe commandant van de nederzetting nabij King George Sound en deed de Swan River-kolonie aan op weg daarnaartoe.

### West-Australië
Ook in de nederzetting aan de King George-sund slaagde Barker erin vriendschappelijke relaties met de Aborigines op te bouwen. De kolonisten van de kolonie aan de rivier de Swan onder gouverneur James Stirling zagen een gevangenenkamp onder het gezag van de gouverneur van New South Wales in West-Australië niet zitten en Barker diende met zijn gevangenen aan boord van de Isabella zeil te zetten naar Sydney. Hij kreeg orders onderweg de monding van de rivier Murray in kaart te brengen.

### Zuid-Australië
Barker verkende de oostkust van de golf van St. Vincent ten noorden van kaap Jervis. Hij beklom Mount Lofty en ontdekte van daaruit de Barker-inham en de natuurlijke haven die later de haven van Adelaide zou worden. De Isabella voer vervolgens naar de Yankalilla-baai vanwaar Barker een verkenningstocht ondernam over land om een verbinding tussen het Alexandrina-meer en de Encounter-baai te vinden. Op 30 april 1831 verdween hij bij een verkenningstocht nadat hij alleen de monding van de Murray had doorwaad. Later werd ontdekt dat hij door drie Ngarrindjeri Aborigines was vermoord omdat ze dachten dat hij een van de walvisjagers was die hen brutaal behandeld hadden. Als hij niet vermoord was geweest zou gouverneur Darling Barker naar het Noordeiland in Nieuw-Zeeland gezonden hebben om er de onrust bij de Maori te bedaren.

## Nalatenschap
Er werden vier gedenkstenen ter ere van Barker opgericht. Eén in Mount Barker in Zuid-Australië, één in de St. James-kerk in Sydney, één aan de monding van de Murray op Hindmarsh-eiland en één aan de monding van de rivier Onkaparinga. Voorts werden de plaats, berg en het kiesdistrict Mount Barker in Zuid-Australië en de plaats en heuvel Mount Barker in West-Australië naar hem vernoemd. De berg in Zuid-Australië werd naar hem vernoemd door zijn vriend en collega-officier Charles Sturt.